# Nikolaikapelle (Hildesheim)

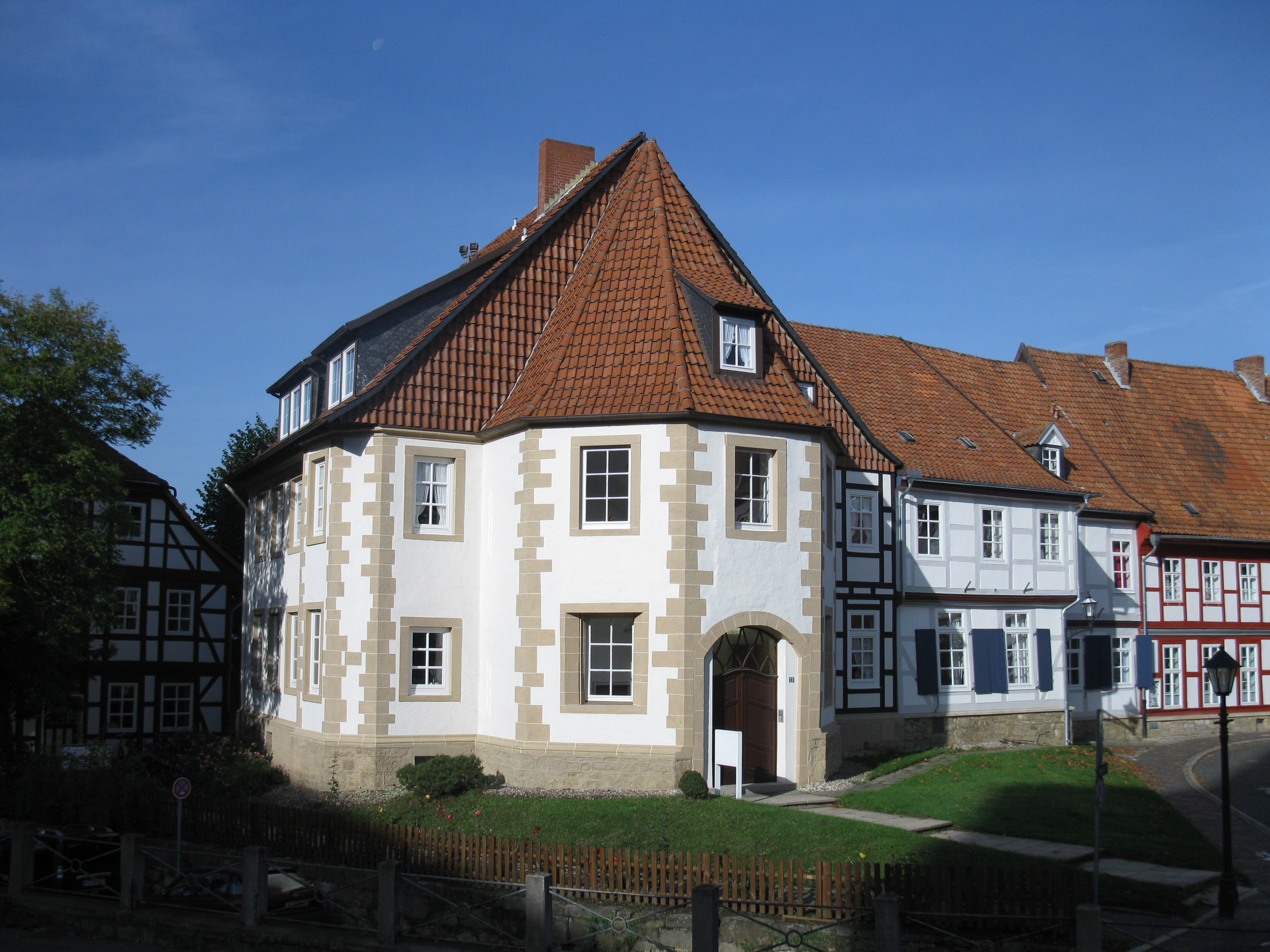
Nikolaikapelle – Ansicht von Südosten.

Die Nikolaikapelle ist eine ehemalige Pfarrkirche in der Innenstadt von Hildesheim, Hinterer Brühl 13.

## Lage
Die Nikolaikapelle befindet sich im Süden der Hildesheimer Innenstadt, an der Einmündung der Straße Hinterer Brühl in den Godehardsplatz. Um sie herum stehen Fachwerkhäuser aus dem 17. bis 19. Jahrhundert, unmittelbar südlich von ihr das Hospital zu den Fünf Wunden von 1770. Gegenüber erhebt sich die St.-Godehard-Kirche.

## Geschichte
Die Nikolaikapelle wurde im 12. Jahrhundert zeitgleich mit der Klosterkirche St. Godehard erbaut und 1146 durch Bischof Heinrich von Minden geweiht. Der damalige Bischof von Hildesheim, Bernhard I., konnte die Einweihung nicht selbst vornehmen, da er erblindet war. Die Nikolaikapelle diente als Pfarrkirche St. Nikolai; einer ihrer Pfarrer wurde 1295 in einer Urkunde genannt. 
Zu Beginn des 15. Jahrhunderts wurde die Kirche im Stil der Spätgotik umgebaut und erhielt die für diese Stilepoche typischen spitzbogigen, hohen und schmalen Fenster. Wie bei baugeschichtlichen Untersuchungen im Zusammenhang mit dem Wiederaufbau nach 1945 festgestellt wurde, waren sie über 6 m hoch.
Nach der Einführung der Reformation in Hildesheim wurde die St.-Nikolai-Kirche 1542 den Protestanten zugesprochen, die sie anfangs nicht benötigten. Die Kirche diente vorübergehend als Viehstall, ab 1549 fanden in ihr zeitweise wieder Gottesdienste statt. Anschließend stand sie bis 1557 leer und sollte abgerissen werden, da die Stadtverwaltung ihre Steine für den Ausbau der Stadtbefestigung verwenden wollte. Wegen des Protests des Godehardiklosters wurde sie dem Kloster übereignet, in dessen Besitz sie bis zur Säkularisation im Jahre 1803 blieb. Nach Auflösung des Godehardiklosters gelangte die Nikolaikapelle 1814 durch Verkauf in Privatbesitz, wurde erneut umgebaut und diente danach als Wohngebäude. Der Altar, die Orgel und die Pietà kamen in die Kirche St. Catharina in Asel, wo sie sich heute noch befinden.
Im Zweiten Weltkrieg wurde die Nikolaikapelle am 22. Februar 1945 bei einem Luftangriff leicht beschädigt. Am 22. März 1945 wurde sie bei dem schwersten Luftangriff auf Hildesheim von Brandbomben getroffen, brannte vollständig aus, und nur die Umfassungsmauern blieben erhalten, während sämtliche Fachwerkhäuser in der Umgebung den Krieg fast unversehrt überstanden.
Im Sommer 1964 erfolgten die ersten Planungen für einen Wiederaufbau. Er wurde 1967 abgeschlossen, wobei es gelang, den Originalzustand vor der Zerstörung von 1945 mit drei Wohnungen wiederherzustellen. Heute dient die Nikolaikapelle wieder ausschließlich Wohnzwecken.

## Architektur
Die Nikolaikapelle wurde ursprünglich im Stil der Romanik in Ostwestrichtung erbaut und um 1400 im spätgotischen Stil umgestaltet. Ein 1653 von Merian angefertigter Kupferstich zeigt die Kapelle als eine rechteckige Saalkirche mit gotischen Fenstern, einem Satteldach sowie mit einem heute nicht mehr vorhandenen Dachreiter.
Weitere Umbauten erfolgten im 18. und 19. Jahrhundert. Dabei wurden die hohen und typisch gotischen Fenster in einer Weise umgestaltet, dass unter Beibehaltung der seitlichen Begrenzung bei gleichzeitigem Einbau waagerechter Fensterstürze jeweils aus einem hohen, spitzbogigen Fenster zwei neue – für zwei übereinander liegende Stockwerke – rechteckige, kleinere Fenster entstanden. Die Dimensionen der gotischen Fenster wurden beim Wiederaufbau nach 1945 erkennbar, als man im Bereich der Südmauer ein zugemauertes Fenster aus der Zeit des frühen 15. Jahrhunderts entdeckte.
An der Südseite des Gebäudes ist ein Anbau erkennbar mit der in Stein eingravierten Jahreszahl 1714, die sich möglicherweise auf einen größeren Umbau und die Umwandlung in ein Wohngebäude bezieht. In dem Anbau sind Teile von Gesims und Sockel eines vorher abgebrochenen Gebäudeteiles verwendet und ebenfalls von außen sichtbar. Erhalten ist auch die frühere Chorapsis mit einem Zeltdach im Osten des Bauwerks. Sie lässt die ursprüngliche Funktion des Gebäudes als Kapelle auch heute noch unschwer erkennen.
Koordinaten: 52° 8′ 45,2″ N, 9° 56′ 58,2″ O